# Вернон (округ, Міссурі)
Шаблон:StateAbbr_ 37°51′ пн. ш. 94°20′ зх. д. / 37.85° пн. ш. 94.34° зх. д.
Округ Вернон (англ. Vernon County) — округ (графство) у штаті Міссурі, США. Ідентифікатор округу 29217.

## Історія
Округ утворений 1851 року.

## Демографія
За даними перепису 
2000 року 
загальне населення округу становило 20454 осіб, зокрема міського населення було 8630, а сільського — 11824.
Серед мешканців округу чоловіків було 9883, а жінок — 10571. В окрузі було 7966 домогосподарств, 5436 родин, які мешкали в 8872 будинках.
Середній розмір родини становив 2,97.
Віковий розподіл населення поданий у таблиці:
| Стать    | До 15 років | 15-21 | 22-29 | 30-39 | 40-49 | 50-65 | 65-85 | Понад 85 |
| -------- | ----------- | ----- | ----- | ----- | ----- | ----- | ----- | -------- |
| Чоловіки | 2265        | 1108  | 884   | 1279  | 1373  | 1582  | 1255  | 137      |
| Жінки    | 2104        | 1190  | 903   | 1308  | 1501  | 1615  | 1599  | 351      |

## Суміжні округи
- Бейтс — північ
- Сент-Клер — північний схід
- Седар — схід
- Бартон — південь
- Кроуфорд, Канзас — південний захід
- Бурбон, Канзас — захід
- Лінн, Канзас — північний захід

## Виноски
1. ↑  U.S. Decennial Census. United States Census Bureau. Архів оригіналу за 26 квітня 2015. Процитовано 22 листопада 2014.
2. ↑  Historical Census Browser. University of Virginia Library. Архів оригіналу за 11 серпня 2012. Процитовано 22 листопада 2014.
3. ↑  Population of Counties by Decennial Census: 1900 to 1990. United States Census Bureau. Процитовано 22 листопада 2014.
4. ↑  Census 2000 PHC-T-4. Ranking Tables for Counties: 1990 and 2000 (PDF). United States Census Bureau. Процитовано 22 листопада 2014.
5. ↑  State & County QuickFacts. United States Census Bureau. Архів оригіналу за 12 серпня 2011. Процитовано 14 вересня 2013.(англ.) Наведено за англійською вікіпедією.
6. ↑  American FactFinder. Бюро перепису населення США. Архів оригіналу за 26 лютого 2012. Процитовано 31 січня 2008.

| США | Це незавершена стаття з географії США. Ви можете допомогти проєкту, виправивши або дописавши її. |